# Гуттау (Мальшвиц)

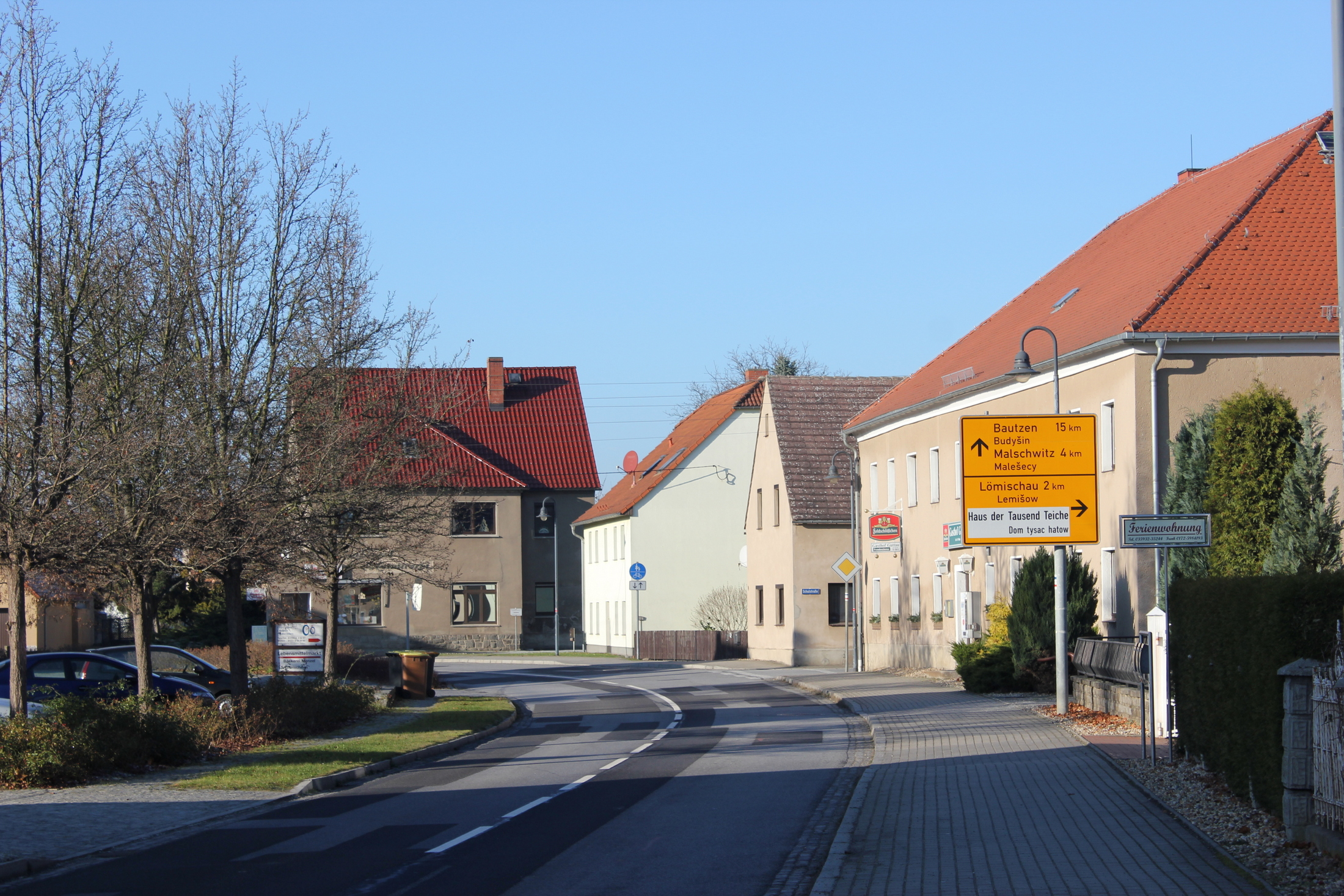

Гу́ттау или Гу́чина (нем. Guttau; в.-луж. Hućinaо файле) — деревня в Верхней Лужице, Германия. Входит в состав коммуны Мальшвиц района Баутцен в земле Саксония. Подчиняется административному округу Дрезден.

## География
Находится в южной части района Лужицких озёр на территории биосферного заповедника Пустоши и озёра Верхней Лужицы примерно в одиннадцати километрах северо-восточнее Баутцена. Через деревню проходит автомобильная дорога S 109.
Соседние населённые пункты: на востоке — деревня Зуборничка и на западе — деревня Брезына.

## История
Впервые упоминается в 1222 году под наименованием Guttin.
С 1936 по 1994 года входила в коммуну Брёза, с 1994 по 2013 года была административным центром одноимённой коммуны. С 2013 года входит в состав современной коммуны Мальшвиц.
В настоящее время деревня входит в состав культурно-территориальной автономии «Лужицкая поселенческая область», на территории которой действуют законодательные акты земель Саксонии и Бранденбурга, содействующие сохранению лужицких языков и культуры лужичан.
Исторические немецкие наименования.
- Guttin, 1222
- Gutthin, 1331
- Guttyn, 1373
- Gotte, 1404
- Gutte, 1416
- Gotto, 1443
- Gottaw, 1453
- Gotta, 1597
- Guttau, 1768

## Население
Официальным языком в населённом пункте, помимо немецкого, является также верхнелужицкий язык.
Согласно статистическому сочинению «Dodawki k statisticy a etnografiji łužickich Serbow» Арношта Муки в 1884 году в деревне проживало 340 человек (из них — 318 серболужичан (92 %)).
Лужицкий демограф Арношт Черник в своём сочинении «Die Entwicklung der sorbischen Bevölkerung» указывает, что в 1956 году при общей численности в 731 человек серболужицкое население деревни составляло 57,3 % (из них верхнелужицким языком владело 312 взрослых и 107 несовершеннолетних).
| 1834 | 1871 | 1890 | 1910 | 1925 | 1939 | 1946 | 1950 | 1964 | 1990 | 2011 |
| ---- | ---- | ---- | ---- | ---- | ---- | ---- | ---- | ---- | ---- | ---- |
| 340  | 333  | 312  | 330  | 383  | 601  | 679  | 740  | 725  | 657  | 346  |